# Ӓ
Ӓ, ӓ 是一个在嘎嘎烏孜語、漢特語、基尔丁萨米语和西马里语使用的西里尔字母，由 А, а 加上分音符号而成。此外，1927年以前的埃尔齐亚语亦有使用本字母來標示/æ/音。

## 音值
- 在基尔丁萨米语为 /ɑ/。
- 在汉特语为 /ɐ/。
- 在嘎嘎乌孜语和西马里语为 /æ/。

## 参見
- Ә ә（西里尔字母）
- Ä ä（拉丁字母）
- Unicode中的西里爾字母